# Óvalo (plano proyectivo)

Para la definición de un óvalo:
e: recta exterior,
t: recta tangente,
s: recta secante

En geometría proyectiva, un óvalo es un conjunto de puntos en un plano, definido por sus propiedades de incidencia. Los ejemplos estándar son las cónicas no degeneradas. Sin embargo, una cónica solo está definida en un plano pappiano, mientras que un óvalo puede existir en cualquier tipo de plano proyectivo. En la bibliografía existen muchos criterios que implican que un óvalo es una cónica, pero también hay muchos ejemplos, tanto infinitos como finitos, de óvalos en planos pappianos que no son cónicas.
Como ya se ha mencionado, en geometría proyectiva un óvalo se define por sus propiedades de incidencia, pero en otras áreas, los óvalos pueden definirse para satisfacer otros criterios, como por ejemplo, en geometría diferencial mediante condiciones de diferenciabilidad en el plano real.
El análogo de dimensiones superiores de un óvalo es un ovoide en un espacio proyectivo.
Una generalización del concepto de óvalo es un óvalo abstracto, que es una estructura que no está necesariamente incrustada en un plano proyectivo. De hecho, existen óvalos abstractos que no pueden estar en ningún plano proyectivo.

## Definición de un óvalo
- En un plano proyectivo, un conjunto Ω de puntos se denomina óvalo, si:

1. Cualquier línea recta l se encuentra con Ω en como máximo dos puntos, y
2. Para cualquier punto P ∈ Ω existe exactamente una recta tangente t a P, es decir, t ∩ Ω= {P}.

Cuando | l ∩ Ω |= 0, la recta l es una recta exterior (o pasante); si | l ∩ Ω |= 1, es una recta tangente; y si | l ∩ Ω |= 2, es una recta secante.
Para planos finitos (es decir, si el conjunto de puntos es finito) se tiene una caracterización más conveniente:
- Para un plano proyectivo finito de orden n (es decir, cualquier línea contiene n + 1) puntos, un conjunto Ω de puntos es un óvalo si y solo si | Ω |= n + 1 y no tres puntos son colineales (es decir, pertenecen a una línea recta común).

Un conjunto de puntos en un plano afín que satisface la definición anterior se denomina óvalo afín.
Un óvalo afín es siempre un óvalo proyectivo en el cierre proyectivo (agregando una línea en el infinito) del plano afín subyacente.
Un óvalo también puede considerarse como un conjunto cuadrático especial.

## Ejemplos

### Secciones cónicas

Cónica proyectiva en coordenadas no homogéneas: parábola más punto en el infinito del eje

Cónica proyectiva en coordenadas no homogéneas: hipérbola más puntos en el infinito de las asíntotas

En cualquier plano proyectivo papiano existen secciones cónicas proyectivas no degeneradas, y cualquier sección cónica proyectiva no degenerada es un óvalo. Esta afirmación se puede verificar mediante un cálculo sencillo para cualquiera de las cónicas (como parábolas o hipérbolas).
Las cónicas no degeneradas son óvalos con propiedades especiales:
- El teorema de Pascal y sus diversos casos degenerados son válidos.
- Existen varias proyectividades que dejan una cónica invariante.

### Óvalos que no son cónicas
En el espacio coordenado real
1. Si se une la mitad de una circunferencia y la mitad de una elipse suavemente, se obtiene un óvalo que no es una cónica.
2. Si se toma la representación no homogénea de un óvalo que es una cónica como una parábola más un punto en el infinito y se reemplaza la expresión x2 por x4, se obtiene un óvalo que tampoco es una cónica.
3. Si se toma la representación no homogénea de un óvalo que es una cónica como una hipérbola más dos puntos en el infinito y se reemplaza la expresión 1x por 1x3, se obtiene así mismo un óvalo que no es una cónica.
4. La curva implícita x4 + y4= 1 es un óvalo que no es una cónica.

En un plano finito de orden par
1. En un plano papiano finito de orden par, una cónica no degenerada tiene un núcleo (un único punto por el que pasa cada tangente), que puede intercambiarse con cualquier punto de la cónica para obtener un óvalo que no es una cónica.
2. Para el campo K= GF(2m) con 2m elementos, sea

{\displaystyle \Omega =\{(x,y)\in K^{2}\;|y=x^{2^{k}}\;\}\;\cup \;\{(\infty )\}}
Para k ∈ {2,...,m − 1}  y k y m coprimos, el conjunto Ω es un óvalo, que no es una cónica.
Se pueden encontrar más ejemplos finitos ideados por E. Hartmann.

## Criterios para que un óvalo sea una cónica
Para que un óvalo sea una cónica, el propio óvalo y/o el plano deben cumplir condiciones adicionales. Aquí hay algunos resultados:
1. Un óvalo en un plano proyectivo arbitrario, que cumple la condición de incidencia del teorema de Pascal o su caso degenerado a 5 puntos, es una cónica no degenerada.[7]
2. Si Ω es un óvalo en un plano proyectivo pappiano y el grupo de proyectividades que dejan invariante a Ω es 3-transitivo, es decir, para 2 tripletes A1, A2, A3 ; B1, B2, B3 de puntos existe una proyectividad Π con π(Ai)= Bi, i= 1,2,3. En el caso finito, la condición de 2-transitivo es suficiente.[8]
3. Un óvalo Ω en un plano proyectivo pappiano de característica ≠ 2 es una cónica si y solo si para cualquier punto P de una tangente hay una perspectividad (simetría) involutiva con centro P que deja a Ω invariante.[9]
4. Si Ω es un óvalo en un plano proyectivo desarguesiano finito[10] (pappiano) de orden impar, PG(2, q), entonces Ω es una cónica (teorema de Segre, (Segre, 1955)). Esto implica que, tras un posible cambio de coordenadas, todo óvalo de PG(2, q) con q impar tiene la parametrización:

{\displaystyle \{(t,t^{2},1)\mid t\in GF(q)\}\cup \{(0,1,0)\}.}
Para óvalos topológicos se cumplen los siguientes criterios simples:
5. Cualquier óvalo cerrado del plano proyectivo complejo es una cónica.

## Otros resultados sobre óvalos en planos finitos
Un óvalo en un plano proyectivo finito de orden q es un (q + 1, 2)-arco, en otras palabras, un conjunto de q + 1 puntos, tal que ningún trío es colineal. Los óvalos en el plano proyectivo desarguesiano (papiano) PG(2, q) para valores de q impares, son solo las cónicas no singulares. Sin embargo, los óvalos en PG(2, q) para valores de q pares aún no han sido clasificados.
En un plano proyectivo finito arbitrario de orden impar q, no existen conjuntos con más de q + 1 puntos, de los cuales no hay tres colineales, como señaló por primera vez Bose en un artículo de 1947 sobre aplicaciones de este tipo de matemáticas al diseño estadístico de experimentos. Además, por el teorema de Qvist, por cualquier punto que no esté en un óvalo pasan cero o dos líneas rectas tangentes a ese óvalo.

Un hiperóvalo (los 4 puntos rojos) en el plano de Fano de 7 puntos

Cuando q es par, la situación es completamente diferente.
En este caso, pueden existir conjuntos de q + 2 puntos, de los cuales no hay tres colineales, en un plano proyectivo finito de orden q y se denominan hiperóvalos; estos son arcos máximos de grado 2.
Dado un óvalo, existe una única tangente que pasa por cada punto, y si q es par, el teorema de Qvist (Qvist (1952)) muestra que todas estas tangentes son concurrentes en un punto P fuera del óvalo. Al agregar al óvalo este punto (llamado núcleo del óvalo o, a veces, nodo), se obtiene un hiperóvalo. Por el contrario, al eliminar cualquier punto de un hiperóvalo se obtiene inmediatamente un óvalo.
Como todos los óvalos en el caso de orden par están contenidos en hiperóvalos, una descripción de los hiperóvalos (conocidos) da implícitamente todos los óvalos (conocidos). Los óvalos obtenidos al eliminar un punto de un hiperóvalo son proyectivamente equivalentes si y solo si los puntos eliminados están en la misma órbita del grupo de automorfismos del hiperóvalo. Solo hay tres pequeños ejemplos (en los planos desarguesianos) donde el grupo de automorfismo del hiperóvalo es transitivo en sus puntos (véase (Korchmáros, 1978)) por lo que, en general, existen diferentes tipos de óvalos contenidos en un solo hiperóvalo.

### Caso desarguesiano: PG(2,2h)
Es el caso más estudiado de estos hiperóvalos.
Cada cónica no singular en el plano proyectivo, junto con su núcleo, forma un hiperóvalo. Estos pueden denominarse hipercónicas, pero el término más tradicional es hiperóvalos regulares. Para cada uno de estos conjuntos existe un sistema de coordenadas tal que el conjunto es:
{\displaystyle \{(t,t^{2},1)\mid t\in GF(q)\}\cup \{(0,1,0)\}\cup \{(1,0,0)\}.}
Sin embargo, se pueden encontrar muchos otros tipos de hiperóvalos de PG(2, q) si q > 8. Los hiperóvalos de PG(2, q) para q par solo se han clasificado para q < 64 hasta la fecha (2023).
In PG(2,2h), h > 0, un hiperóvalo contiene al menos cuatro puntos, tales que ningún trío de ellos son colineales. Así, por el teorema fundamental de la geometría proyectiva, siempre se puede suponer que los puntos con coordenadas proyectivas (1,0,0), (0,1,0), (0,0,1) y (1, 1,1) están contenidos en cualquier hiperóvalo. Los puntos restantes del hiperóvalo (cuando h > 1) tendrán la forma (t, f(t),1) donde t abarca los valores del campo finito GF(2h) y f es una función de aquel campo que representa una permutación y puede expresarse de forma única como un polinomio de grado como máximo (2h-2), es decir, es un polinomio de permutación. Obsérvese que f(0)=0 y f(1)=1 están obligados por el supuesto relativo a la inclusión de los puntos especificados. Otras restricciones sobre f son impuestas por la condición de que no hay tres puntos colineales. Una f que produce un hiperóvalo de esta manera se llama o-polinomio. La siguiente tabla enumera todos los hiperóvalos conocidos (en 2011) de PG(2,2h), dando su o-polinomio y cualquier restricción sobre el valor de h que sea necesaria para que la función mostrada sea un o-polinomio. Téngase en cuenta que se deben tomar todos los exponentes mod(2h-1).

### Hiperóvalos conocidos en PG(2,2h)
| Nombre                                                                            | O-Polinomio                             | Restricción de campo | Referencia                              |
| --------------------------------------------------------------------------------- | --------------------------------------- | -------------------- | --------------------------------------- |
| Hipercónica                                                                       | f(t)= t2                                | Ninguna              | Clásica                                 |
| Traslación                                                                        | {\displaystyle f(t)=t^{2^{i}}} (i,h)= 1 | Ninguna              | (Segre, 1962)                           |
| Segre                                                                             | f(t)= t6                                | h impar              | (Segre, 1962); (Segre y Bartocci, 1971) |
| Glynn I                                                                           | f(t)= t3σ+4 (véase más abajo)           | h impar              | (Glynn, 1983)                           |
| Glynn II                                                                          | f(t)= tσ+γ (véase más abajo)            | h impar              | (Glynn, 1983)                           |
| Payne                                                                             | f(t)= t1/6+t1/2+t5/6                    | h impar              | (Payne, 1985)                           |
| Cherowitzo                                                                        | f(t)= tσ + tσ+2 + t3σ+4                 | h impar              | (Cherowitzo, 1986); (Cherowitzo, 1998)  |
| Subiaco                                                                           | véase (a) más abajo                     | Ninguna              | (Cherowitzo et al., 1996)               |
| Adelaide                                                                          | véase (b) más abajo                     | h par                | (Cherowitzo, O'Keefe y Penttila, 2003)  |
| Penttila-O'Keefe                                                                  | véase (c) más abajo                     | h = 5                | (O'Keefe y Penttila, 1992)              |
| donde {\displaystyle \gamma ^{4}\equiv \sigma ^{2}\equiv 2({\bmod {(}}2^{h}-1))}. |                                         |                      |                                         |

(a): El o-polinomio de Subiaco viene dado por:
{\displaystyle f(t)={{d^{2}t^{4}+d^{2}(1+d+d^{2})t^{3}+d^{2}(1+d+d^{2})t^{2}+d^{2}t} \over {t^{4}+d^{2}t^{2}+1}}+t^{1/2},}
siempre que {\displaystyle tr(1/d)=1{\hbox{ y }}d\not \in GF(4){\hbox{ si }}h\equiv 2({\bmod {4}})}, donde tr es la función de traza absoluta de GF(2h). Este o-polinomio da lugar a un hiperóvalo único si {\displaystyle h\not \equiv 2({\bmod {4}})} y a dos hiperóvalos desiguales si {\displaystyle h\equiv 2({\bmod {4}}),h>2}.
(b): Para describir los hiperóvalos de Adelaide, se comienza en un entorno un poco más general.
Sean F = GF(q) y K = GF(q2). Sea {\displaystyle b\in K} un elemento de norma 1, diferente de 1, es decir bq+1 = 1, {\displaystyle b\neq 1}. Considérese el polinomio, para {\displaystyle t\in F},
donde tr(x) = trK/F(x) = x + xq. Cuando q = 2h, con h par y m = ±(q - 1)/3, el f(t) anterior es un o-polinomio para el hiperóvalo de Adelaide.
(c): El o-polinomio de Penttila-O'Keefe viene dado por:
f(t)= t4 + t16 + t28 + η11(t6 + t10 + t14 + t18 + t22 + t26) + η20(t8 + t20) + η6(t12 + t24), 
donde η es una raíz primitiva de GF(32) que satisface η5 = η2 + 1.

### Hiperóvalos en PG(2, q), q par, q ≤ 64
Como los hiperóvalos en los planos desarguesianos de órdenes 2, 4 y 8 son todos hipercónicos, solo examinan los planos de órdenes 16, 32 y 64.

#### PG(2,16)
En (Lunelli y Sce, 1958) figuran los detalles de una búsqueda por computadora de arcos completos en planos de órdenes pequeños, realizada por sugerencia de B. Segre. En PG(2,16) encontraron varios hiperóvalos que no eran hipercónicos. En 1975, M. Hall Jr. (Hall, 1975) demostró, también con considerable ayuda de una computadora, que solo había dos clases de hiperóvalos proyectivamente desiguales en este plano, los hipercónicos y los hiperóvalos encontrados por Lunelli y Sce. De los 2040 o-polinomios que dan el hiperóvalo de Lunelli-Sce, solo se muestra uno:
donde η es un elemento primitivo de GF(16) que satisface η4 = η + 1.
En su artículo de 1975, Hall describió una serie de colineaciones del plano que estabilizaron el hiperóvalo de Lunelli-Sce, pero no demostró que generaran el grupo de automorfismo completo de este hiperóvalo. (Payne y Conklin, 1978), utilizando las propiedades de un cuadrángulo generalizado relacionado, demostró que el grupo de automorfismo no podía ser mayor que el grupo dado por Hall. (Korchmáros, 1978) dio de forma independiente una prueba constructiva de este resultado y también demostró que en los planos desarguesianos, el hiperóvalo de Lunelli-Sce es el único hiperóvalo irregular (no hipercónico) que admite un grupo de automorfismo transitivo (y que las únicas hipercónicas que admiten tal grupo son las de órdenes 2 y 4).
(O'Keefe y Penttila, 1991) volvió a probar el resultado de la clasificación de Hall sin el uso de una computadora. Su argumento consiste en encontrar un límite superior para el número de o-polinomios definidos sobre GF(16) y luego, examinando los posibles grupos de automorfismos de hiperóvalos en este plano, demostrar que si un hiperóvalo distinto de los conocidos existiera en este plano entonces se excedería el límite superior. 
(Brown y Cherowitzo, 1991) proporcionó una construcción teórica del grupo del hiperóvalo de Lunelli-Sce como la unión de órbitas del grupo generado por las elaciones de PGU(3,4) considerado como un subgrupo de PGL(3,16). También se incluye en este artículo una discusión sobre algunos aspectos notables de las propiedades relativas a las intersecciones de hiperóvalos e hipercónicos de Lunelli-Sce. En (Cherowitzo et al., 1996) se muestra que el hiperóvalo de Lunelli-Sce es el primer miembro no trivial de la familia de Subiaco (véase también (Brown y Cherowitzo, 1991)). En (Cherowitzo, O'Keefe y Penttila, 2003) se demostró que es el primer miembro no trivial de la familia de Adelaide.

#### PG(2,32)
Dado que h = 5 es impar, algunas de las familias conocidas tienen aquí un representante, pero debido al pequeño tamaño del plano existen algunas equivalencias espurias, de hecho, cada uno de los hiperóvalos tipo Glynn es proyectivamente equivalente a un hiperóvalo de traslación, y el hiperóvalo de Payne es proyectivamente equivalente al hiperóvalo de Subiaco (esto no ocurre en planos más grandes). Específicamente, hay tres clases de hiperóvalos (tipo monomio), los hiperóvalos (f(t) = t2), los hiperóvalos de traslación propia (f(t) = t4) y los hiperóvalos de Segre (f(t) = t6). También existen clases correspondientes a los hiperóvalos de Payne y a los hiperóvalos de Cherowitzo (para más detalles, véase (Cherowitzo, 1988). En (O'Keefe, Penttila y Praeger, 1991) se han determinado los grupos de colineación que estabilizan cada uno de estos hiperóvalos. Téngase en cuenta que en la determinación original del grupo de colineación para los hiperóvalos de Payne, el caso de q = 32 tuvo que tratarse por separado y dependió en gran medida de los resultados de la computadora. En (O'Keefe, Penttila y Praeger, 1991) se proporciona una versión alternativa de la demostración que no depende de cálculos informáticos.
En 1991, O'Keefe y Penttila descubrieron un nuevo hiperóvalo en este plano mediante un estudio detallado de las propiedades de divisibilidad de los órdenes de grupos de automorfismos de hipotéticos hiperóvalos (O'Keefe y Penttila, 1992). Uno de sus o-polinomios viene dado por:
donde η es una raíz primitiva de GF(32) que satisface η5 = η2 + 1. El grupo de automorfismo completo de este hiperóvalo tiene orden 3.
(Penttila y Royle, 1994) estructuró inteligentemente una búsqueda informática exhaustiva de todos los hiperóvalos en este plano. El resultado fue que el listado anterior está completo, solo hay seis clases de hiperóvalos en PG(2,32).

#### PG(2,64)
Al extender las ideas contenidas en (O'Keefe y Penttila, 1992) a PG(2,64), (Penttila y Pinneri, 1994) pudo buscar hiperóvalos cuyo grupo de automorfismo admitiera una colineación de orden 5. Encontraron dos ejemplos, y demostraron que no existe ningún otro hiperóvalo en este plano que tenga tal automorfismo. Esto resolvió afirmativamente una pregunta largamente abierta de B. Segre, que quería saber si en este plano había hiperóvalos además de las hipercónicas. Los hiperóvalos son:
que tiene un grupo de automorfismo de orden 15, y
que tiene un grupo de automorfismos de orden 60, donde η es un elemento primitivo de GF(64) que satisface η6 = η + 1. En (Cherowitzo et al., 1996) se muestra que estos son hiperóvalos de Subiaco. Al perfeccionar el programa de búsqueda por computadora, (Penttila y Royle, 1994) extendió la búsqueda a hiperóvalos admitiendo un automorfismo de orden 3 y encontró el hiperóvalo:
que tiene un grupo de automorfismo de orden 12 (η es un elemento primitivo de GF(64), como arriba). Este hiperóvalo es el primer hiperóvalo de Adelaide distinto.
Penttila y Royle (Penttila y Royle, 1995) han demostrado que cualquier otro hiperóvalo en este plano tendría que tener un grupo de automorfismo trivial. Esto significaría que habría muchas copias proyectivamente equivalentes de tal hiperóvalo, pero las búsquedas generales hasta la fecha no han encontrado ninguna, lo que da crédito a la conjetura de que no hay otros en este plano.

## Óvalos abstractos
De acuerdo con Bue1966, un óvalo abstracto, también llamado B-óvalo de orden {\displaystyle n}, es una pareja {\displaystyle (F,{\mathfrak {G}})}, donde {\displaystyle F} es un conjunto de {\displaystyle n+1} elementos, llamados puntos, y {\displaystyle {\mathfrak {G}}} es un conjunto de involuciones actuando sobre {\displaystyle F} de una manera marcadamente cuasi 2-transitiva, es decir, para dos {\displaystyle (a_{1},a_{2}),(b_{1},b_{2})\in F} cualesquiera con {\displaystyle a_{i}\neq b_{j}} para {\displaystyle i,j\in \{1,2\}}, existe exactamente un {\displaystyle \sigma \in {\mathfrak {G}}} con {\displaystyle \sigma (a_{1})=a_{2}} y {\displaystyle \sigma (b_{1})=b_{2}}.
Cualquier óvalo incrustado en un plano proyectivo de orden {\displaystyle q} puede estar dotado de una estructura de óvalo abstracto del mismo orden. Lo contrario, en general, no es cierto para {\displaystyle n\geq 8}. De hecho, para {\displaystyle n=8} hay dos óvalos abstractos que no pueden estar incrustados en un plano proyectivo (véase Fa1984).
Cuando {\displaystyle n} es par, una construcción similar produce hiperóvalos abstractos (véase Po1997): un hiperóvalo abstracto de orden {\displaystyle n} es un par {\displaystyle (F,{\mathfrak {G}})} donde {\displaystyle F} es un conjunto de {\displaystyle n+2} elementos y {\displaystyle {\mathfrak {G}}} es un conjunto de involuciones libres de punto fijo actuando sobre {\displaystyle F} de manera que para cualquier conjunto de cuatro elementos distintos {\displaystyle a,b,c,d\in F}, hay exactamente un {\displaystyle \sigma \in {\mathfrak {G}}} tal que {\displaystyle \sigma (a)=b,\sigma (c)=d}.